# Olympische Sommerspiele 2016/Schwimmen – 200 m Freistil (Frauen)
Der Wettbewerb über 200 Meter Freistil der Frauen bei den Olympischen Spielen 2016 in Rio de Janeiro wurde am 8. und 9. August 2016 im Estádio Aquático Olímpico ausgetragen. 43 Athletinnen aus 28 Ländern nahmen daran teil.
Es fanden sechs Vorläufe statt. Die sechzehn schnellsten Schwimmerinnen aller Vorläufe qualifizierten sich für die Semifinals, die am gleichen Tag ausgetragen wurden. Das Finale fand am folgenden Tag statt.
Abkürzungen:

WR = Weltrekord, OR = olympischer Rekord, NR = nationaler Rekord

ER = Europarekord, NAR = Nordamerikarekord, SAR = Südamerikarekord, ASR = Asienrekord, AFR = Afrikarekord, OZR = Ozeanienrekord

PB = persönliche Bestleistung, JWB = Jahresweltbestzeit

## Bestehende Rekorde
| Weltrekord         | Federica Pellegrini ( Italien)        | 1:52,98 min | Rom, Italien                   | 29. Juli 2009 |
| Olympischer Rekord | Allison Schmitt ( Vereinigte Staaten) | 1:53,61 min | London, Vereinigtes Königreich | 29. Juli 2012 |

## Titelträger
| Olympiasiegerin | Allison Schmitt ( Vereinigte Staaten) | 1:53,61 min | London 2012 |
| Weltmeisterin   | Katie Ledecky ( Vereinigte Staaten)   | 1:55,16 min | Kasan 2015  |
| Europameisterin | Federica Pellegrini ( Italien)        | 1:55,93 min | London 2016 |

## Vorlauf

### Vorlauf 1
| Platz | Name              | Nation  | Zeit        | Anmerkung |
| ----- | ----------------- | ------- | ----------- | --------- |
| 1     | Matelita Buadromo | Fidschi | 2:05,49 min |           |
| 2     | Shivani Shivani   | Indien  | 2:09,30 min |           |
| 3     | Kaya Adwoa Forson | Ghana   | 2:16,02 min |           |

### Vorlauf 2
| Platz | Name                  | Nation     | Zeit        | Anmerkung       |
| ----- | --------------------- | ---------- | ----------- | --------------- |
| 1     | Katarina Simonovic    | Serbien    | 2:00,06 min |                 |
| 2     | Barbora Seemanová     | Tschechien | 2:00,26 min |                 |
| 3     | Anastasia Bogdanovski | Mazedonien | 2:00,52 min | NR              |
| 4     | Elisbet Games         | Kuba       | 2:01,08 min |                 |
| 5     | Joanna Evans          | Bahamas    | 2:01,27 min |                 |
| 6     | Sara Pastrana         | Honduras   | 2:03,19 min |                 |
| 7     | Andrea Cedron         | Peru       | 2:05,33 min |                 |
| –     | Andrea Murez          | Israel     | —           | Nicht gestartet |

### Vorlauf 3
| Platz | Name                       | Nation         | Zeit        | Anmerkung |
| ----- | -------------------------- | -------------- | ----------- | --------- |
| 1     | Siobhan Bernadette Haughey | Hongkong       | 1:56,91 min | NR        |
| 2     | Katerine Savard            | Kanada         | 1:57,15 min |           |
| 3     | Annika Bruhn               | Deutschland    | 1:58,48 min |           |
| 4     | Nina Rangelowa             | Bulgarien      | 1:58,57 min |           |
| 5     | Georgia Coates             | Großbritannien | 1:59,33 min |           |
| 6     | Evelyn Verrasztó           | Ungarn         | 1:59,44 min |           |
| 7     | Camille Cheng              | Hongkong       | 1:59,71 min |           |
| 8     | Patricia Castro Ortega     | Spanien        | 2:00,71 min |           |

### Vorlauf 4
| Platz | Name                | Nation             | Zeit        | Anmerkung |
| ----- | ------------------- | ------------------ | ----------- | --------- |
| 1     | Federica Pellegrini | Italien            | 1:56,37 min |           |
| 2     | Yanhan Ai           | China              | 1:56,77 min |           |
| 3     | Weronika Popowa     | Russland           | 1:57,08 min |           |
| 4     | Missy Franklin      | Vereinigte Staaten | 1:57,12 min |           |
| 5     | Arina Opjonyschewa  | Russland           | 1:58,05 min |           |
| 6     | Alice Mizzau        | Italien            | 1:59,16 min |           |
| 7     | Ajna Késely         | Ungarn             | 1:59,20 min |           |
| 8     | Robin Neumann       | Niederlande        | 1:59,23 min |           |

### Vorlauf 5
| Platz | Name             | Nation             | Zeit        | Anmerkung |
| ----- | ---------------- | ------------------ | ----------- | --------- |
| 1     | Katie Ledecky    | Vereinigte Staaten | 1:55,01 min |           |
| 2     | Emma McKeon      | Australien         | 1:55,80 min |           |
| 3     | Michelle Coleman | Schweden           | 1:56,54 min |           |
| 4     | Bronte Barratt   | Australien         | 1:56,93 min |           |
| 5     | Melania Costa    | Spanien            | 1:58,19 min |           |
| 6     | Rikako Ikee      | Japan              | 1:58,49 min |           |
| 7     | Coralie Balmy    | Frankreich         | 1:58,83 min |           |
| 8     | Ellie Faulkner   | Großbritannien     | 2:00,51 min |           |

### Vorlauf 6
| Platz | Name             | Nation      | Zeit        | Anmerkung |
| ----- | ---------------- | ----------- | ----------- | --------- |
| 1     | Sarah Sjöström   | Schweden    | 1:56,11 min |           |
| 2     | Charlotte Bonnet | Frankreich  | 1:56,26 min |           |
| 3     | Duo Shen         | China       | 1:56,52 min |           |
| 4     | Manuella Lyrio   | Brasilien   | 1:57,28 min | SAR       |
| 5     | Femke Heemskerk  | Niederlande | 1:57,68 min |           |
| 6     | Brittany MacLean | Kanada      | 1:57,74 min |           |
| 7     | Chihiro Igarashi | Japan       | 1:57,88 min |           |
| 8     | Larissa Oliveira | Brasilien   | 2:00,76 min |           |

## Halbfinale

### Halbfinale 1
9. August 2016, 03:03 Uhr MEZ
| Platz | Name             | Nation             | Zeit        | Anmerkung |
| ----- | ---------------- | ------------------ | ----------- | --------- |
| 1     | Duo Shen         | China              | 1:56,03 min |           |
| 2     | Emma McKeon      | Australien         | 1:56,29 min |           |
| 3     | Charlotte Bonnet | Frankreich         | 1:56,38 min |           |
| 4     | Bronte Barratt   | Australien         | 1:56,63 min |           |
| 5     | Brittany MacLean | Kanada             | 1:57,36 min |           |
| 6     | Yanhan Ai        | China              | 1:57,41 min |           |
| 7     | Manuella Lyrio   | Brasilien          | 1:57,43 min |           |
| 8     | Missy Franklin   | Vereinigte Staaten | 1:57,56 min |           |

### Halbfinale 2
9. August 2016, 03:12 Uhr MEZ
| Platz | Name                       | Nation             | Zeit        | Anmerkung |
| ----- | -------------------------- | ------------------ | ----------- | --------- |
| 1     | Sarah Sjöström             | Schweden           | 1:54,65 min |           |
| 2     | Katie Ledecky              | Vereinigte Staaten | 1:54,81 min |           |
| 3     | Federica Pellegrini        | Italien            | 1:55,42 min |           |
| 4     | Michelle Coleman           | Schweden           | 1:56,05 min |           |
| 5     | Weronika Popowa            | Russland           | 1:57,22 min |           |
| 6     | Siobhan Bernadette Haughey | Hongkong           | 1:57,56 min |           |
| 7     | Katerine Savard            | Kanada             | 1:57,80 min |           |
| 8     | Femke Heemskerk            | Niederlande        | 1:57,82 min |           |

## Finale
10. August, 03:19 Uhr MEZ
| Platz | Name                | Nation             | Zeit        | Anmerkung |
| ----- | ------------------- | ------------------ | ----------- | --------- |
| 1     | Katie Ledecky       | Vereinigte Staaten | 1:53,73 min |           |
| 2     | Sarah Sjöström      | Schweden           | 1:54,08 min | NR        |
| 3     | Emma McKeon         | Australien         | 1:54,92 min |           |
| 4     | Federica Pellegrini | Italien            | 1:55,18 min |           |
| 5     | Shen Duo            | China              | 1:55,25 min |           |
| 5     | Bronte Barratt      | Australien         | 1:55,25 min |           |
| 7     | Michelle Coleman    | Schweden           | 1:56,27 min |           |
| 8     | Charlotte Bonnet    | Frankreich         | 1:56,29 min |           |